# Saison 4 de Top Chef
La quatrième saison de Top Chef, émission de télévision franco-belge de télé-réalité culinaire est diffusée sur M6 et sur RTL-TVI à partir du 4 février 2013 et jusqu'au 29 avril 2013. Elle a été animée par Stéphane Rotenberg.
Naoëlle d'Hainaut (29 ans) a remporté cette édition et les 100 000 €.

## Production et organisation
L'émission est présentée par Stéphane Rotenberg. Les épreuves sont commentées en voix off par Olivier Peigné.
L'émission est réalisée par Sébastien Zibi pour Zeddes Prod et produite par la société de production Studio 89 Productions.

## Principe
Après un casting réalisé en France et en Belgique, seize espoirs de la cuisine s'affrontent dans différentes épreuves jugées par des jurys composés de chefs renommés ou de personnalités diverses, pour tenter de devenir le « Top Chef » de l'année et remporter 100 000 €.
Chaque semaine, un candidat est éliminé par le jury en fin d'émission, l'effectif des candidats se réduisant jusqu'à la finale qui voit s'affronter les trois derniers d'entre eux. La première émission fait exception avec trois candidats éliminés.

## Participants

### Jury
Le jury est composé des chefs Ghislaine Arabian, Thierry Marx, Christian Constant et Jean-François Piège. Le chef Cyril Lignac intervient comme coach et juré sur les épreuves Coup de feu. Le jury comprend également des personnalités invitées ponctuellement en fonction des thèmes des épreuves.

### Candidats
La saison 4 de Top Chef comporte seize candidats,. C'est plus que lors des saisons précédentes (douze candidats lors de la saison 1 et quatorze candidats lors de la saison 2 et de la saison 3).
| Candidats | Candidats              | Âge    | Localisation             | Métier                                       | Statut                                                            |
| --------- | ---------------------- | ------ | ------------------------ | -------------------------------------------- | ----------------------------------------------------------------- |
| ♀         | Naoëlle d'Hainaut      | 29 ans | Saint-Ouen-l'Aumône      | Sous-chef au restaurant du palace Le Bristol | Gagnante                                                          |
| ♂         | Florent Ladeyn         | 28 ans | Boeschepe                | Chef de son propre restaurant                | Deuxième                                                          |
| ♂         | Jean-Philippe Watteyne | 33 ans | Mons                     | Chef de son propre restaurant                | - Éliminé le 11 mars 2013 - Réintégré le 18 mars 2013 - Troisième |
| ♂         | Yoni Saada             | 31 ans | Paris                    | Chef de son propre restaurant                | Demi-finaliste                                                    |
| ♂         | Fabien Morreale        | 30 ans | Martigues                | Chef de son propre restaurant                | Éliminé le 15 avril 2013                                          |
| ♂         | Joris Bijdendijk       | 28 ans | Montpellier              | Sous-chef d'un restaurant 1 étoile           | Éliminé le 8 avril 2013                                           |
| ♀         | Virginie Martinetti    | 35 ans | Bargemon                 | Chef de son propre restaurant                | Éliminée le 1er avril 2013                                        |
| ♂         | Valentin Neraudeau     | 28 ans | Toulouse                 | Chef de son propre restaurant                | Éliminé le 25 mars 2013                                           |
| ♂         | Quentin Bourdy         | 23 ans | Villefranche-de-Rouergue | Second de cuisine                            | Éliminé le 18 mars 2013                                           |
| ♂         | Julien Hagnery         | 39 ans | Paris                    | Chef privé                                   | Éliminé le 4 mars 2013                                            |
| ♀         | Latifa Ichou           | 34 ans | Paris                    | Chef de partie d'un restaurant 1 étoile      | Éliminée le 25 février 2013                                       |
| ♂         | Vincent Gomis          | 21 ans | Carcassonne              | Chef de partie d'un restaurant 2 étoiles     | Éliminé le 18 février 2013                                        |
| ♂         | Adrien Demametz        | 23 ans | Saint-Vaast-la-Hougue    | Second de cuisine                            | Éliminé le 11 février 2013                                        |
| ♂         | Aurélien Coutaudier    | 23 ans | Lyon                     | Chef de cuisine                              | Éliminé le 4 février 2013                                         |
| ♀         | Émilie Oberlin         | 24 ans | Monteaux                 | Chef de partie d'un restaurant 2 étoiles     | Éliminée le 4 février 2013                                        |
| ♂         | Étienne Geney          | 23 ans | Marseille                | Chef de cuisine                              | Éliminé le 4 février 2013                                         |

## Déroulement
Les noms des plats sont établis d'après les infographies affichées dans les émissions (sources capture d'écran cuisineaz ou vidéos).

### Épisode 1
Cet épisode est diffusé pour la première fois le lundi 4 février 2013.
Les seize candidats s’affrontent pour accéder aux treize places attribuées en fin d'épisode. Pour la première épreuve, les candidats sont séparés en deux groupes de huit.

#### 1ergroupe
Stéphane Rotenberg lance la nouvelle saison de Top Chef dans les rayons d'un hypermarché. Julien, Latifa, Jean-Philippe, Aurélien, Yoni, Vincent, Joris et Étienne y sont accueillis par le présentateur accompagné de Christian Constant, Jean-François Piège et Cyril Lignac. Ils doivent réaliser en une heure un plat gastronomique à partir d'un produit de grande consommation manufacturé. Le candidat le moins convaincant sera immédiatement éliminé et ne verra jamais les cuisines de Top Chef.
Les candidats courent s'installer sur des plans de travail installés dans le rayon des fruits et légumes et chacun découvre sous une cloche le produit qui lui est imposé. Au cours de l'épreuve, deux petits défis vont être proposés par Cyril Lignac aux candidats, chacun qualifiant directement un candidat pour la 2e semaine de compétition. Pour le premier défi, Jean-Philippe, Vincent, Latifa et Aurélien doivent réaliser une mignardise à base de bonbons. C'est Latifa qui remporte ce défi, et qui est qualifiée pour la semaine suivante sans terminer l'épreuve du supermarché. C'est ensuite au tour de Joris, Yoni, Julien et Étienne de préparer un œuf mollet frit. Le mieux réalisé est celui de Joris, il est également qualifié pour la suite du concours.
Les plats des six autres candidats sont goûtés par Christian Constant et Jean-François Piège.
| Candidat      | Produit à sublimer | Plat présenté                                                                   |
| ------------- | ------------------ | ------------------------------------------------------------------------------- |
| Étienne       | Knackis            | Chips de saucisses, encornets et palourdes poêlés, aubergines provençales       |
| Julien        | Pain de mie        | Blinis aux légumes, caviar d'aubergines aux maquereaux                          |
| Yoni          | Maïs en boîte      | Velouté et beignets de maïs, toast au thon, câpres et tomates                   |
| Aurélien      | Fromage à tartiner | Mousseline de truite, espuma de fromage fondu et panais braisé                  |
| Vincent       | Surimi             | Maki de surimi, céleri rémoulade et chlorophylle de fanes de carottes           |
| Jean-Philippe | Céréales           | Daurade royale panée aux céréales, chips de tomate et têtes de crevettes frites |
| Latifa        | Thon en boîte      | (qualifiée avant la fin de l'épreuve)                                           |
| Joris         | Cœurs de palmiers  | (qualifié avant la fin de l'épreuve)                                            |

Les chefs jugent que les deux plats les moins réussis sont ceux de Jean-Philippe et d'Étienne, qui n'exploitent pas suffisamment les produits donnés. C'est finalement Étienne qui est directement éliminé du concours.

#### 2egroupe
Adrien, Émilie, Fabien, Florent, Naoëlle, Quentin, Valentin et Virginie sont accueillis par Ghislaine Arabian et Thierry Marx sur un marché de la région parisienne. Le but de l'épreuve est de sublimer la laitue. Un nouveau candidat sera éliminé à l'issue de cette épreuve.
Là encore, les candidats doivent s'affronter lors  de  deux défis. Le premier, proposé par Thierry Marx à Valentin, Adrien, Naoëlle et Fabien, consiste à réaliser un soufflé au fromage sans utiliser de four. Lors du second, Ghislaine Arabian demande à Émilie, Virginie, Quentin et Florent d'extraire la chlorophylle de feuilles d'épinards pour colorer du poisson et du riz. Les défis sont remportés respectivement par Adrien et Virginie, ce qui leur assure leur place pour la semaine suivante du concours.
Les six autres candidats proposent les plats suivants :
| Candidat | Plat présenté                                                                |
| -------- | ---------------------------------------------------------------------------- |
| Émilie   | Bonbons de laitue et cabillaud poché, ananas rôti et fruits exotiques        |
| Quentin  | Salade césar revisitée, girolles et crème de parmesan                        |
| Florent  | Crème de brie, laitue et blettes cuites et crues, tartare de cèpes           |
| Valentin | Langoustine pochée, suprême d'orange, espuma de cresson et chips de baguette |
| Fabien   | Rouleaux croquants de salades, cabillaud pané, carpaccio de légumes          |
| Naoëlle  | Coulis de laitue, pommes de terre rates confites et tartare d'huîtres        |

Les plats les plus en retrait sont ceux de Fabien et d'Émilie et c'est finalement Émilie qui est éliminée du concours.

#### Seconde épreuve
Les dix candidats non encore qualifiés se rendent au Moulin Rouge pour assister à une représentation de Michou, où ils découvrent le thème de la prochaine épreuve : réaliser des plats «travestis», en trompe-l'œil. Ils sont répartis en cinq binômes, mais au sein des binômes, chaque candidat prépare son propre plat.
Pendant l'épreuve, Michou et ses transformistes s'invitent dans les cuisines de Top Chef. Vers la fin de l'épreuve, les binômes apprennent qu'il doivent choisir parmi les deux plats lequel sera présenté au jury.
| Binôme                   | Candidat | Plat présenté           | Plat présenté                                                                                                  | Candidat      | Plat non présenté     | Plat non présenté                                                                    |
| ------------------------ | -------- | ----------------------- | --- | ------------- | --------------------- | ------------------------------------------------------------------------------------ |
| Naoëlle / Quentin        | Naoëlle  | Cerises salées          | «Cerise-cerise» : Billes salées de foie gras, carpaccio de cerises et gelées de cerises infusées à la verveine | Quentin       | Millefeuille salé     | Brandade de rouget, feuilletage de pâte à filo et glaçage de fumet de poisson        |
| Julien / Yoni            | Julien   | Profiteroles salées     | Boulettes de veau, sauce au porto, mascarpone et poudre de parmesan                                            | Yoni          | Kadaïf salé           | Ris de veau, cheveux d'ange et sauce langoustines                                    |
| Florent / Fabien         | Florent  | Carottes râpées sucrées | Papaye râpée, cœur coulant de miel à l'orange et ganache chocolat                                              | Fabien        | Œuf sur le plat sucré | Biscuit amandes, gelées de citron et lait de coco                                    |
| Valentin / Jean-Philippe | Valentin | Café liégeois salé      | Crémeux de cèpes, dés de foie gras poêlés et chantilly d'amandes amères                                        | Jean-Philippe | Club sandwich sucré   | Pain perdu, gelées de pamplemousses et de lait de coco, mayonnaise au chocolat blanc |
| Vincent / Aurélien       | Vincent  | Pomme d'amour salée     | «Betteraves façon pomme d'amour» : Betterave creusée, poêlée de cèpes et œuf poché                             | Aurélien      | Carpaccio sucré       | Pommes pochées au sirop d'hibiscus, parmesan et pesto menthe-estragon                |

Dans cette épreuve, Vincent réalise des betteraves façon "pomme d'amour", Valentin un café liégeois aux crémeux de cèpes, cappuccino de champignons et chantilly à l'amande amère, Julien des profiteroles de veau sauce au porto, Quentin délivre un mille-feuille en rougets, Florent des carottes râpées en papaye, chocolat, orange, Jean-Philippe un club sandwich sucré, Fabien une tarte au citron, noix de coco façon œufs au plat et Aurélien un carpaccio de pommes façon bœuf.
Chacune des trois tables de jurés doit désigner son plat préféré. La troupe de Michou donne sa préférence au plat de Naoëlle, Christian Constant et Jean-François Piège à celui de Florent, Ghislaine Arabian et Thierry Marx à celui de Julien. Ces trois candidats ainsi que leurs coéquipiers sont qualifiés pour la suite du concours.
Les quatre candidats restants sont départagés par les quatre chefs, qui goûtent pour cela les plats d'Aurélien et de Jean-Philippe. Ils qualifient d'abord Vincent et Jean-Philippe, puis Valentin. C'est donc Aurélien qui est éliminé à son tour et qui quitte le concours,,,,,,.

### Épisode 2
Cet épisode est diffusé pour la première fois le lundi 11 février 2013.

#### Épreuvecoup de feu
Les treize candidats entrent dans les cuisines de Top Chef où les attend Jean-François Piège au bout d'une grande table dressée. Les candidats dégustent une poule au pot du chef Piège en guise de bienvenue, accompagnés par Stéphane Rotenberg et Cyril Lignac.
À la fin du repas, l'épreuve coup de feu démarre immédiatement. Elle permettra à deux candidats de gagner une immunité pour le reste de l'épisode et se préserver ainsi de l'élimination. L'épreuve consiste à préparer en une heure quinze un plat gastronomique avec des restes de la poule au pot de Jean-François Piège : les candidats ont à leur disposition une cuisse de poule et un foie déjà cuits, un fond de bouillon, un petit peu de riz et un peu de légumes.
À l'issue du temps imparti, six assiettes sont éliminées au visuel : Jean-François Piège parcourt les plans de travail et écarte les assiettes de Latifa, Adrien et Joris, puis Cyril Lignac élimine celles de Julien, Quentin et Virginie. Les deux chefs dégustent ensuite les assiettes de Florent, Yoni, Fabien, Naoëlle, Valentin, Vincent et Jean-Philippe. Jean-François Piège a un coup de cœur pour l'assiette de rouleaux de salade garnis de blanc de poule, riz et légumes, royale de foie gras de Naoëlle et lui donne une première immunité. Cyril Lignac, préfère l'assiette de ronds de salade blanchie, farce de blanc de poule aux herbes de Florent, qui emporte la deuxième immunité. Ces deux candidats participeront aux prochaines épreuves mais ne pourront être éliminés.
Les treize candidats sont ensuite répartis en deux groupes.

#### Épreuve des chefs - 1ergroupe
Un premier groupe de sept candidats comprenant Quentin, Adrien, Virginie, Joris, Fabien, Julien et Latifa passe une première épreuve au Cercle des nageurs de Marseille où il s'agit de préparer en quinze minutes une bouchée à base de sardine soumise à la dégustation des nageurs Camille Lacourt, Frédérick Bousquet, Grégory Mallet et Laure Manaudou. Ces derniers votent respectivement pour les assiettes de Joris, Fabien, Quentin et Virginie. Les chefs Ghislaine Arabian et Thierry Marx goûtent les bouchées des trois candidats restants et sauvent Latifa et Julien. Adrien est envoyé directement en épreuve de dernière chance.
Les six candidats restants de ce groupe doivent ensuite cuisiner un poulet en en utilisant toutes les parties. Pour cela, ils sont regroupés en trio et travaillent en relais : Julien, Fabien et Virginie affrontent Joris, Latifa et Quentin. Chaque trio dispose d'une heure trente de cuisine et se répartit les relais : le premier candidat de chaque trio doit réaliser un plat à base de suprême et carcasse de poulet, le second un plat à base de cuisses et le dernier un plat à base d'abats (foie, cœur, crête, pattes du poulet). Dans l'équipe 1, Julien qui prend le premier relais de l'équipe 1, prend 39 minutes à réaliser son plat, en retard sur Joris qui a terminé le sien en 30 minutes. Fabien réussit à rattraper le temps perdu dans l'équipe 1 tandis que Latifa prend du retard dans l'équipe 2 : au moment où Quentin prend le dernier relais de son équipe, il n'a plus que 23 minutes pour finir l'épreuve, mais parvient à terminer son assiette à temps.
| Partie du poulet    | Équipe 1 | Équipe 1                                                                      | Équipe 2 | Équipe 2                                                                                   |
| Partie du poulet    | Candidat | Plat réalisé                                                                  | Candidat | Plat réalisé                                                                               |
| ------------------- | -------- | ----------------------------------------------------------------------------- | -------- | ------------------------------------------------------------------------------------------ |
| Suprême et carcasse | Julien   | Poulet mariné au gingembre, jus de volaille au gingembre et légumes croquants | Joris    | Rouleau de poulet, purée de chou-fleur, navets au beurre et vinaigrette de jus de volaille |
| Cuisses             | Fabien   | Curry thaï crémeux au poulet et légumes croquants                             | Latifa   | Cuisses grillées, aileron mariné miel-soja et méli-mélo fruits-légumes                     |
| Abats               | Virginie | Roulés d'abats, jus de volaille et vinaigrette au pamplemousse                | Quentin  | Salade d'abats, vinaigrette au jus de viande et foie de volaille au vinaigre               |

Les plats sont dégustés par Laure Manaudou, Frédérick Bousquet, Grégory Mallet et Florent Manaudou ainsi que par les chefs. Les dégustants donnent la victoire à l'équipe de Joris, Latifa et Quentin. Julien, Fabien et Virginie sont envoyés à leur tour en dernière chance.

#### Épreuve des chefs - 2egroupe
Le second groupe de candidats réunit Florent, Naoëlle, Vincent, Jean-Philippe, Yoni et Valentin. Le thème est donné par l'écrivain politique Gilles Brochard et l'ancien chef pâtissier de l'Elysée Francis Loiget. Il s'agit de cuisiner en deux heures trente les quatre plats préférés de présidents de la cinquième République : l'escalope de veau à la romaine au jambon sec, plat préféré de Nicolas Sarkozy ; la tête de veau sauce gribiche de Jacques Chirac ; le gigot d'agneau de François Mitterrand ; la tarte aux pommes de Valéry Giscard d'Estaing. Les candidats sont répartis en deux trio : l'équipe bleue comprenant Florent, Vincent et Jean-Philippe affronte l'équipe rouge qui compte dans ses rangs Naoëlle, Yoni et Valentin.
Dans l'équipe bleue, Vincent prend la tête de l'équipe. Dans l'équipe rouge, c'est Naoëlle qui s'affirme et oriente les recettes du trio.
| Plats à réaliser | Équipe bleue                                                                    | Équipe rouge                                                                   |
| ---------------- | ------------------------------------------------------------------------------- | ------------------------------------------------------------------------------ |
| Escalope de veau | Mille-feuille de veau, jambon et fromage à la sauge, cannelloni de tagliatelles | Veau piqué au fromage, pâtes à la crème, fromage, sauce et jambon frit         |
| Tête de veau     | Tête de veau grillée, sauce gribiche en brunoise et jus de veau                 | Tête de veau déstructurée, lamelle de gribiche et mayonnaise à la chlorophylle |
| Gigot d'agneau   | Pavé de gigot, caviar d'haricots blancs et légumes croquants                    | Gigot braisé, canneloni de céleri-rave et agneau confit                        |
| Tarte aux pommes | Sablé, pommes cuites et crues, caramel au beurre salé et demi-sphère en sucre   | Sablé façon crumble, compote caramélisée et mousse vanillée au calvados        |

Pendant l'épreuve, Jean-François Piège demande à chaque équipe de désigner un de ses membres pour relever un défi. Florent et Valentin ont cinq minutes pour réaliser des carottes râpées parfaitement assaisonnées. Jean-François Piège donne la victoire à Florent qui, en récompense, peut désigner deux candidats de l"équipe adverse qui ne peuvent plus toucher à rien pendant quinze minutes. Florent désigne Naoëlle et Yoni, qui ne peuvent plus que guider Valentin verbalement.
La dégustation des plats est faite par Gilles Brochard, Francis Loiget et les imitateurs Gérald Dahan, Sandrine Alexi et Didier Gustin qui votent pour la meilleure assiette de chaque plat. Jean-François Piège et Christian Constant votent également. Avec 11 votes contre 1, c'est l'équipe bleue qui remporte l'épreuve. Yoni et Valentin sont envoyés à leur tour en dernière chance, Naoëlle étant protégée par son immunité.

#### Épreuve de ladernière chance
Pour l'épreuve de la dernière chance, Yoni, Valentin, Virginie, Julien, Fabien et Adrien doivent cuisiner la sole en deux façons. A l'issue des dégustations, c'est Adrien qui est éliminé du concours,,,,,,,.

### Épisode 3
Cet épisode est diffusé pour la première fois le lundi 18 février 2013.

#### Épreuvecoup de feu
Le concours commence par une épreuve d'immunité. Pour un jury composé de trois anciennes Miss France :  Chloé Mortaud, Rachel Legrain-Trapani et Laetitia Bléger, les douze candidats doivent composer en une heure un mets caché sous une coque comestible qui se casse ou fond au moment de la dégustation pour révéler le contenu de la préparation. Cyril Lignac donnera l'immunité au meilleur des trois candidats, choisi parmi les trois retenus par les Miss.
Après dégustation, Chloé Mortaud retient l'assiette fondante de Naoëlle (poêlée de cèpes, pata negra, crème de cèpes et croûte persillée), Laetitia Bléger choisit l'assiette croquante de Valentin (sablé breton à la framboise, coque meringuée, soupe de chocolat et espuma vanille) et Rachel Legrain-Trapani retient l'assiette fondante de Florent (thon rouge à l'écume de crevettes grises, bouillon thaï aux légumes croquants). Cyril Lignac décide de porter son choix vers le plat qui lui a « donné le plus d'émotions » et donne l'immunité à Naoëlle.
Les candidats sont ensuite séparés en deux groupes.

#### Épreuve des chefs - 1ergroupe
Le premier groupe de neuf candidats comprend Yoni, Vincent, Valentin, Fabien, Virginie, Quentin, Julien, Jean-Philippe et Florent et se rend dans une guinguette sur les bords de la Marne pour une épreuve où il faut réinventer des plats traditionnels : le jambon macédoine, les moules-frites et le fromage blanc aux fruits. Les candidats s'affrontent en trois équipes de trois : l'équipe rouge comprend Yoni, Fabien et Julien, l'équipe bleue Florent, Jean-Philippe et Virginie et l'équipe noire Valentin, Vincent et Quentin.
Le jury est constitué de Thierry Olive, ancien candidat de l'Amour est dans le Pré, de son épouse Annie et de ses amis. Ils qualifieront l'équipe qui a réalisé le menu qu'ils auront préféré. Les chefs Thierry Marx et Ghislaine Arabian pourront ensuite également qualifier une équipe.
| Plats à réaliser | Équipe bleue                                                                | Équipe rouge                                                                    | Équipe noire                                                                                         |
| ---------------- | --------------------------------------------------------------------------- | ------------------------------------------------------------------------------- | --- |
| Jambon macédoine | Velouté de petits pois, tartine gourmande au jambon et légumes poêlés       | Maki de jambon et jardinière de légumes, coulis de petits pois                  | Ravioles de jambon aux petits légumes et mayonnaise verte                                            |
| Moules-frites    | Moules marinières aux jeunes légumes, pommes frites                         | Moules marinières aux deux vins, pommes fondantes au jus de moule               | Moules gratinées à la royale d'oignons, pommes paille                                                |
| Fromage blanc    | Palets de fromage blanc, coulis framboise-groseille et poudre de pain perdu | Rouleau de mousse de fromage blanc au citron vert et à la mangue sur un biscuit | Crumble au sésame, bavaroise au fromage blanc, brunoise de fruits exotiques, meringue au citron vert |

Pendant l'épreuve, Thierry Marx demande aux équipes de sélectionner un des membres de leur équipe pour participer à un mini challenge : il s'agit de préparer une bouchée d'huître pour Thierry Olive qui n'aime pas ce produit. Après dégustation, Thierry Olive donne la victoire à Virginie face à Julien et Quentin. Elle retourne donc aider l'équipe bleue alors que l'équipe rouge est privée de Julien et l'équipe noire de Quentin.
Après dégustation des menus, Thierry Olive et ses amis qualifient l'équipe rouge tandis que les chefs choisissent de sauver l'équipe bleue. Les membres de l'équipe noire, Valentin, Vincent et Quentin sont envoyés en dernière chance.

#### Épreuve des chefs - 2egroupe
Le second groupe rassemble les trois autres candidats : Joris, Latifa et Naoëlle. Sous le regard de Jean-François Piège et Christian Constant, ils affrontent trois anciens candidats de la saison précédente de Top Chef : Norbert Tarayre, Ruben Sarfati et Tabata Bonardi. L'épreuve est le « mono-produit » et consiste à décliner en plusieurs textures un légume ou un fruit imposé. Latifa affronte Norbert sur le thème de la poire. Joris affronte Ruben autour de la tomate. Enfin Naoëlle fait face à Tabata avec pour thème la carotte.
| Mono-produit | Équipe des candidats 2013 | Équipe des candidats 2013                                                                               | Équipe des candidats 2012 | Équipe des candidats 2012                                                             | Votes                                                               |
| Mono-produit | Candidat                  | Plat présenté                                                                                           | Candidat                  | Plat présenté                                                                         | Votes                                                               |
| ------------ | ------------------------- | --- | ------------------------- | ------------------------------------------------------------------------------------- | ------------------------------------------------------------------- |
| Carotte      | Naoëlle                   | Mousseline de carottes violettes au gingembre, carottes glacées et chips de carottes                    | Tabata                    | Carotte blanche creusée comme un os à moelle, carottes rôties, fanes en chips, coques | Joris et Ruben votent pour l'assiette de Naoëlle                    |
| Poire        | Latifa                    | Poires caramélisées aux amandes, gelée de poires au piment d'Espelette, compote de poires au vin rouge  | Norbert                   | Risotto de quinoa au jus de poire, club sandwich de poire et mousse poire au café     | Naoëlle et Tabata votent pour l'assiette de Latifa                  |
| Tomate       | Joris                     | Raviole de tomates aux Saint-jacques et pomme verte, terrine aux trois tomates, chips de peau de tomate | Ruben                     | Burger de tomates au jus de bœuf tomaté, mousse de tomates et ketchup vert            | Latifa vote pour l'assiette de Joris et Norbert pour celle de Ruben |

A la dégustation, ce sont les six candidats qui doivent se départager entre eux, chacun dégustant à l'aveugle les plats d'un autre duel et votant individuellement pour une assiette. A ce compte, ce sont les nouveaux candidats qui l'emportent sur le score de 5 à 1. Joris, Latifa et Naoëlle sont donc qualifiés tous les trois.

#### Épreuve de ladernière chance
En dernière chance, il n'y a donc que Valentin, Vincent et Quentin et ont une heure pour se départager sur un plat basé sur la canette. Après dégustation des plats à l'aveugle, les quatre chefs annoncent qu'ils n'ont eu aucun coup de cœur mais indiquent tout de même une préférence pour la canette rôtie au potimarron et cèpes, plat de Valentin qui est donc sauvé. L'élimination se joue entre la canette rôtie sur sa peau, potimarron aligoté, vinaigrette croquante (Quentin) et le filet de canette laqué au miel, navet, carotte et gingembre (Vincent). Finalement, c'est Vincent qui est éliminé par les chefs, pour son plat moins abouti,,,,.

### Épisode 4
Cet épisode est diffusé pour la première fois le lundi 25 février 2013.

#### Épreuvecoup de feu
Dans la première épreuve, les onze candidats doivent cuisiner un plat sucré-salé en une heure pour un de leurs proches, mais ne peuvent débuter l'épreuve qu'au moment où leur proche répond juste à une question culinaire posée à raison d'une question toutes les quinze minutes ! A la dégustation ce sont les proches qui classent ex-aequo Florent (qui a démarré l'épreuve sans délai) et Joris (qui a été retardé de trente-cinq minutes). Ghislaine Arabian goûte à son tour pour départager et qualifie Joris.
Les dix candidats restants sont répartis en deux groupes. Un premier groupe de six comprenant Julien, Florent, Jean-Philippe, Naoëlle, Fabien et Quentin sera confronté à l'épreuve de la boîte noire. Les quatre autres candidats, Yoni, Valentin, Latifa et Virginie, iront au Casino de Paris voir Pierre Palmade et Michèle Laroque avant de réaliser une épreuve de cuisine avec les comédiens.

#### Épreuve des chefs - 1ergroupe
Pour l'épreuve de la boîte noire, Julien, Florent et Jean-Philippe sont opposés à Naoëlle, Fabien et Quentin et doivent reproduire un plat de langue de veau de Jean-François Piège. Un seul candidat de chaque équipe débute l'épreuve, rejoint par un second au bout de trente minutes et le dernier au bout d'une heure. Ce sont Florent et Naoëlle qui commencent l'épreuve. Naoëlle est rejointe par Quentin tandis que Florent est rejoint par Jean-Philippe. Julien et Quentin arrivent en dernier. Enfin Jean-François Piège donne quelques indices aux candidats. A la dégustation, c'est l'équipe de Florent, Julien et Jean-Philippe qui est qualifiée. Les trois autres candidats sont envoyés en dernière chance.

#### Épreuve des chefs - 2egroupe
Pour l'autre épreuve, Virginie et Yoni doivent cuisiner un menu autour de la mer avec Michèle Laroque qui ajoute des ingrédients compliquant leurs recettes. Pendant ce temps, Latifa et Valentin doivent cuisiner un menu autour de la terre avec les ingrédients inopportuns ajoutés par Pierre Palmade. Virginie et Yoni préparent donc un tartare de langoustines avec de la guimauve, un cabillaud avec du chocolat blanc et une salade de fruit avec du cornichon. Latifa et Valentin réalisent un foie gras poêlé avec des bonbons acidulés, un filet de boeuf avec des fraises, un fondant au chocolat avec un avocat. Après dégustation par Thierry Marx et Ghislaine Arabian, ce sont Virginie et Yoni qui se qualifient.

#### Épreuve de ladernière chance
En dernière chance, Naoëlle, Fabien, Quentin, Latifa et Valentin doivent cuisiner un carré d'agneau. A l'issue de cette épreuve, c'est Latifa qui est éliminée du concours,,,,,.

### Épisode 5
Cet épisode est diffusé pour la première fois le lundi 4 mars 2013.

#### Épreuvecoup de feu
Le concours débute par une épreuve coup de feu qui doit permettre à deux candidats parmi les dix restants de gagner une immunité pour cet épisode. L'épreuve consiste à cuisiner un plat en deux façons à partir de l'oeuf. Valentin ne remet pas d'assiette en fin d'épreuve. La dégustation est faite par un jury composé de culturistes. Ceux-ci donnent leur immunité à Virginie. De son côté, le chef Cyril Lignac donne son immunité à Fabien.

#### Épreuve des chefs - 1ergroupe
Dans la deuxième épreuve un candidat devient chef et encadre deux autres candidats sans pouvoir mettre la main aux préparations. C'est ce candidat qui part en dernière chance si son plat à base de calamar ne convainc pas. Deux équipes sont formées : Florent encadre Virginie et Valentin face à Quentin qui dirige Yoni et Fabien. Les chefs Thierry Marx et Jean-François Piège donnent la victoire à Quentin et envoient Florent en dernière chance. Puis une nouvelle manche a lieu en inversant les rôles : Valentin et Yoni deviennent chefs à leur tour et doivent convaincre avec un plat de lapin. A la dégustation, les chefs donnent la victoire à Yoni. Valentin est envoyé à son tour en dernière chance.

#### Épreuve des chefs - 2egroupe
L'épreuve qui départage les quatre autres candidats Joris, Naoëlle, Jean-Philippe et Julien a lieu à Disneyland Resort Paris. Il s'agit de préparer un vaste goûter d'anniversaire comprenant un immense gâteau. Le jury composé d'enfants vote pour le binôme Naoëlle / Jean-Philippe. Les deux autres candidats sont envoyés en dernière chance.

#### Épreuve de ladernière chance
L'épreuve de la dernière chance oppose donc Florent, Valentin, Joris et Julien. Les candidats ont une heure pour réaliser un plat à base de charcuterie. Après dégustation, Florent est félicité par les chefs. Julien et Joris sont mis en ballottage. C'est finalement Julien qui est éliminé au terme de ce cinquième épisode,,.

### Épisode 6
Cet épisode est diffusé pour la première fois le lundi 11 mars 2013.
La première épreuve est pâtissière et consiste à préparer un gâteau au chocolat pour six personnes en 1h30. La dégustation est faite par le chocolatier Patrick Roger, Yoaké, ancienne candidate de la saison 1 et Alexandra Rosenfeld. C'est Fabien qui est distingué et récompensé par une immunité qui le protège de l'élimination cette semaine. il ne participe pas à l'épreuve suivante.
La deuxième épreuve concerne quatre des huit candidats restants : Naoëlle, Joris, Yoni et Valentin doivent cuisiner des plats traditionnels sous la forme d'un hamburger. Joris doit cuisiner une choucroute et la traite avec des blinis aux pommes de terre. Yoni travaille la paëlla et fabrique des pains de riz. Naoëlle retravaille le poulet basquaise avec une tempura de poivrons en guise de pain. Valentin a pour sujet la tartiflette et réalise son pain en galette de pommes de terre. Une fois le temps écoulé, les candidats doivent s'attaquer au même sujet avec leurs restes accommodés sous la forme d'une pièce montée. Pendant ce temps, les chefs dégustent les burgers et qualifient directement Joris et Yoni. Les pièces montées de Naoëlle et Valentin sont dégustées ensuite pour les départager et c'est Valentin qui est qualifié à son tour.
L'épreuve qui concerne les quatre autres candidats a lieu au Stade de France. Les candidats sont par équipes de deux : Virginie et Florent affrontent Quentin et Jean-Philippe. Ils doivent cuisiner un cassoulet et une blanquette de veau. Des spectateurs du Stade toulousain dégustent le cassoulet tandis que la blanquette est goûtée par des spectateurs du Stade Français. Le Stade français remportant le match de rugby, le verdict ne dépendra que de la blanquette de veau : les spectateurs donnent la victoire à Florent et Virginie. Jean-Philippe et Quentin rejoignent donc Naoëlle en dernière chance.
Pour l'épreuve de la dernière chance, les trois candidats ont 45 minutes pour réaliser un plat à partir d'un panier de fruits. A l'issue de la dégustation, Jean-Philippe est éliminé par les chefs,,.

### Épisode 7
Cet épisode est diffusé pour la première fois le lundi 18 mars 2013.
La première épreuve voit le retour des huit candidats éliminés : Jean-Philippe, Julien, Latifa, Vincent, Adrien, Aurélien, Emilie et Etienne. Un de ces candidats pourra réintégrer le concours en gagnant l'épreuve en binôme avec un candidat encore en course. Le premier ancien candidat tiré au sort choisit son binôme et dispose d'une heure pour réaliser un plat à partir d'un ingrédient de base encore disponible : ainsi Jean-Philippe se met en binôme avec Joris et sort un veau en deux services ; Julien choisit de travailler avec Yoni sur du haddock ; Latifa fait équipe avec Naoëlle pour préparer un turbot confit ; Vincent et Valentin travaillent la truite ; Adrien travaille le porc avec Virginie ; Florent travaille l'agneau ; Etienne et Fabien cuisinent des cuisses de grenouille. Un défi lancé par Cyril Lignac pendant l'épreuve élimine dans un premier temps le binôme Virginie-Adrien. Après la dégustation des assiettes, le jury qualifie le plat de Joris et Jean-Philippe. Joris remporte donc l'immunité et Jean-Philippe est réintégré au concours.
La seconde épreuve est la guerre des restaus. Les candidats sont regroupés par équipe de trois et visitent les restaurants disponibles et c'est Joris, vainqueur de la première épreuve, qui attribue les restaurants à chaque équipe. Joris se retrouve avec Jean-Philippe et Quentin et partent sur un thème de cantine réinventée sous le nom "La Cantine". Yoni fait équipe avec Virginie et Naoëlle et créent un restaurant chic, "L'Ephémère". Enfin Florent, Valentin et Fabien forment le trio restant et choisissent un concept de cuisine terroir sous l'enseigne "Teroar".
Les restaus sont jugés par neuf anciens candidats issus des trois saisons précédentes. Dans un premier temps ils visitent les trois devantures et écartent la cantine de  Joris, Jean-Philippe et Quentin. Joris étant immunisé, seuls ses deux coéquipiers sont envoyés en dernière chance. Puis les anciens candidats et les chefs dînent dans les deux restaurants restants. Au verdict, c'est l'équipe de Yoni, Naoëlle et Virginie qui est qualifiée. Florent, Valentin et Fabien sont également envoyés en dernière chance.
Florent, Valentin, Fabien, Jean-Philippe et Quentin s'affrontent en dernière chance sur le thème du maquereau. A l'issue des dégustations, c'est Quentin qui est éliminé du concours,,,,,.

### Épisode 8
Cet épisode est diffusé pour la première fois le lundi 25 mars 2013.
L'épisode commence par une épreuve d'immunité. Les huit candidats restants doivent travailler la pomme de terre sous l'œil du meilleur ouvrier de France Philippe Etchebest. Ils ne peuvent cependant accéder au garde-manger qu'après avoir taillé une pomme de terre en diamant. Joris est le premier à réussir et n'est donc pas retardé. A la dégustation, il est aussi le candidat choisi par le chef et il gagne donc l'immunité. Il ne participe pas aux épreuves suivantes cette semaine.
L'épreuve suivante concerne quatre candidats : Florent, Naoëlle, Yoni et Fabien. Elle a lieu dans une chambre froide du marché de Rungis, au petit matin. Fabien est associé à Naoëlle et Florent à Yoni. Chaque binôme doit réaliser un plat à base de viande et chaque candidat réalise son propre dessert également à base de viande. La dégustation est faite par des bouchers du marché. Ils préfèrent le plat de Yoni et Florent et les qualifient pour la semaine suivante. Le binôme perdant est départagé sur son dessert : Naoëlle est choisie par le jury et Fabien envoyé en dernière chance.
Les trois candidats restants, Valentin, Virginie et Jean-Philippe, ont pour défi de rendre attractif des plats de cantine scolaire : Valentin doit améliorer le foie de veau et brocolis, Virginie le chou farci et Jean-Philippe l'œuf florentine et épinards. Le plat doit être présenté différemment à un jury d'enfants et un jury de parents. Virginie est qualifiée à la suite de cette épreuve.
En dernière chance, Fabien, Valentin et Jean-Philippe se départagent sur le thème des gambas et crevettes. Jean-Philippe obtient le coup de cœur des chefs avec ses gambas en deux façons et les chefs éliminent Valentin.

### Épisode 9
Cet épisode est diffusé pour la première fois le lundi 1er avril 2013.
L'épisode commence par l'épreuve du coup de feu. Les sept candidats disposent d'1h15 pour préparer un plat à partir d'un panier composé par une personne qui les a inspirés et formés. Naoëlle et Virginie emportent l'épreuve et Cyril Lignac choisit de donner l'immunité à Naoëlle.
Les six autres candidats se déplacent en Norvège pour les épreuves suivantes. Répartis en binômes, ils doivent pêcher du saumon puis réaliser trois plats à partir de cet ingrédient. La dégustation est faite par trois jurés locaux ainsi que les chefs Ghislaine Arabian et Christian Constant. L'équipe Florent/Jean-Philippe l'emporte pour les trois plats et se qualifie pour la semaine suivante. Les binômes Fabien/Yoni et Joris/Virginie n'empochent aucun point.
Ces quatre derniers candidats se départagent sur une nouvelle épreuve où ils disposent de 2h30 pour servir "à la russe" un plat des Bocuse d'or, à base de cabillaud ou de bœuf. Virginie choisit le bœuf, de même que Joris. Fabien et Yoni prennent le cabillaud. Le jury comprend des chefs norvégiens dont Eyvind Hellstrøm, Thierry Marx et Jean-François Piège. A la dégustation, Joris obtient trois points et se qualifie. Fabien qui n'a eu que deux points se retrouve en dernière chance avec Yoni et Virginie qui n'ont eu aucun point.
En dernière chance, les trois candidats doivent sublimer la coquille Saint-Jacques avec quelques ingrédients seulement, en trente minutes. Fabien  réalise des Saint-Jacques marinées, Virginie un tartare et Yoni décide de les poêler au beurre. A la dégustation, l'assiette de Yoni est préférée et c'est Virginie qui est éliminée,,.

### Épisode 10
Cet épisode est diffusé pour la première fois le lundi 8 avril 2013.
L'épisode s'ouvre avec l'épreuve du coup de feu. Les six candidats disposent d'un temps limité pour cuisiner le pain. Après dégustation, Cyril Lignac et les dirigeants de la boulangerie Paul mettent le nom du gagnant sous pli cacheté. Tous les candidats poursuivent donc les épreuves et l'enveloppe ne sera ouverte que lors de l'épreuve de la dernière chance. On apprendra alors que c'est Florent qui l'avait emportée avec un sandwich chaud qui sera commercialisé par le partenaire après l'émission,.
La deuxième épreuve concerne Joris, Jean-Philippe et Fabien. Ils doivent réaliser un menu gastronomique le moins cher possible en faisant leurs courses eux-mêmes. Celui qui aura fait le panier le plus cher ne pourra pas cuisiner ses plats. C'est Joris qui a le panier le plus cher et devra donc aller en dernière chance. Jean-Philippe, qui a fait le panier le moins cher, a le choix entre cuisiner seul en trois heures, comme Fabien, ou cuisiner avec Joris comme commis en deux heures. Il retient cette dernière option qui finalement le gêne, ne lui laissant pas assez de temps pour une bonne cuisson de sa carbonnade flamande.
Les menus sont dégustés par un jury cumulant 27 étoiles Michelin : Jean-François Piège (2 étoiles) et Christian Constant (1 étoile) étant accompagnés par huit chefs ou propriétaires de restaurants trois étoiles : Jean-Michel Lorain, Gérald Passédat, Gilles Goujon, Michel Guérard, Dominique Loiseau (propriétaire du Relais Bernard Loiseau), Georges Blanc, Éric Pras, Martin Berasategui. A la dégustation, les chefs saluent le dessert de Jean-Philippe, mais préfèrent le menu de Fabien, qui est qualifié.
Les trois autres candidats, Naoëlle, Florent et Yoni, se départagent au cours d'une épreuve en plein air, au cours de laquelle ils doivent gérer leur cuisson avec un chaudron et un feu de bois et aller chercher eux-mêmes l'eau et les ingrédients à la ferme, avec une brouette. Les candidats doivent cuisiner un menu complet comprenant une potée aux choux. A la dégustation, le jury d'agriculteurs choisit le menu de Yoni et les chefs préfèrent celui de Florent. Ces deux candidats sont qualifiés.
Le sujet de l'épreuve de la dernière chance porte sur les pâtes maison. Les trois candidats Naoëlle, Joris et Jean-Philippe ont une heure pour se départager. Les chefs préfèrent le menu de Naoëlle et c'est Joris, surnommé le "Cuisinator" et vu comme un des favoris du concours, qui est éliminé,,.

### Épisode 11
Cet épisode est diffusé pour la première fois le lundi 15 avril 2013.
Il ne reste que cinq candidats et c'est l'épisode des quarts de finale.
La première épreuve associe à chaque candidat un commis issu du monde de la télévision. Faustine Bollaert aide Florent ; Alex Goude est associé à Yoni ; Alexandre Pesle devient le commis de Naoëlle ; Aurélie Hémar est associée à Jean-Philippe ; enfin c'est Mac Lesggy qui doit aider Fabien. Florent doit cuisiner des rognons, Naoëlle du lièvre non préparé, Jean-Philippe de la cervelle de veau, Fabien de la lotte et Yoni du coeur de boeuf. A cinq minutes de la fin, on annonce aux candidats que les commis doivent finir seuls leur plat et réaliser le dressage. L'assiette de Jean-Philippe et Aurélie Hémar ne sort pas. Les quatre autres sont dégustées par les commis et Cyril Lignac. C'est l'assiette de Yoni et Alex Goude qui est préférée. Yoni est donc le premier candidat qualifié pour la demi-finale !
La seconde épreuve est lancée par Jean Imbert, vainqueur de la troisième saison de Top Chef. Les candidats doivent sortir deux assiettes ; un carpaccio à la ratatouille le plus semblable possible à celui proposé par Jean ; un second libre. Un candidat sera écarté au visuel sur la première assiette et seuls les trois autres verront leur seconde assiette dégustée. C'est l'assiette de Fabien qui est écartée au visuel et à la dégustation c'est Naoëlle qui l'emporte et se qualifie à son tour pour la demi-finale.
L'épreuve suivante est celle de la Fête des voisins. Les candidats vont cuisiner un menu complet chez l'habitant et font leur choix sur la base d'un descriptif. A la dégustation, c'est Florent qui emporte l'avant-dernière place pour la demi-finale.
La dernière place se joue par une épreuve de dernière chance qui oppose Jean-Philippe et Fabien sur le thème de la dinde. A la dégustation les chefs sont très partagés entre les deux assiettes et décident de départager les deux candidats sur une épreuve supplémentaire. Il s'agit de cuisiner la meilleure omelette aux champignons. A la dégustation c'est l'omelette aux cèpes de Jean-Philippe qui lui permet d'obtenir la dernière place de la demi-finale. Fabien est éliminé,,.

### Épisode 12
Cet épisode est diffusé pour la première fois le lundi 22 avril 2013.
Les quatre derniers candidats s'affrontent dans la demi-finale de Top Chef : Florent, Jean-Philippe, Naoëlle et Yoni.
La première épreuve a lieu à l'Institut Paul Bocuse, où les candidats sont accueillis par Paul Bocuse en personne. Les candidats doivent convaincre le jury sur à la fois un plat libre et un plat de quenelles de brochet sauce Nantua. Le jury est constitué des quatre chefs de l'émission, des deux anciens candidats Grégory Cuilleron (saison 1) et Tabata Bonardi (saison 3) et du chef Alain Le Cossec. Sur l'assiette de quenelles c'est Florent qui l'emporte, sur le plat libre c'est Naoëlle, aucun des deux n'est donc qualifié.
Les quatre candidats se retrouvent sur l'épreuve suivante où il s'agit de réaliser un  menu gastronomique complet à partir d'épluchures. Pour l'emporter, il faudra convaincre à l'unanimité un jury composé de Éric Guerin, Ghislaine Arabian et Thierry Marx. Au cours de cette épreuve, Naoëlle dérobe des épluchures à un de ses voisins. Cette manœuvre contraire au règlement, semble échapper au jury mais est capturée par les caméras. Cela sera cependant sans effet immédiat pour la suite car c'est Florent qui réussit à rassembler le jury et à obtenir la qualification pour la finale.
La troisième épreuve a lieu à la Tour d'Argent, restaurant parisien dont la spécialité est le canard. Les candidats ont chacun un plat de canard à réaliser : Naoëlle, un canard aux huîtres ; Yoni, un canard au sang et Jean-Philippe un canard à l'orange. Les chefs du restaurant, Christian Constant et Jean-François Piège qualifient Naoëlle à l'issue de la dégustation.
La dernière place de finaliste se joue lors d'une épreuve de dernière chance entre Yoni et Jean-Philippe. Les candidats ont 45 minutes pour réaliser un thon en deux cuissons : cru et cuit. A la dégustation, les avis des chefs semblent indiquer un verdict serré et c'est Jean-Philippe qui se qualifie en dernier. Yoni s'arrête donc aux portes de la finale,,,,,,,,.

### Épisode 13
Cet épisode est diffusé pour la première fois le lundi 29 avril 2013.
Il met aux prises les trois finalistes de la saison 4 : Naoëlle, Florent et Jean-Philippe.
La première épreuve se déroule dans le quartier de la Défense en banlieue parisienne. Les candidats, installés dans des food trucks, doivent revisiter trois plats de Cuisine de rue : le hamburger, le croque-madame et la pizza, à raison de 45 minutes par plat. Les plats sont jugés par les chefs et les passants. Au terme de cette première épreuve, Jean-Philippe est éliminé.
La victoire de la saison 4 se joue entre Florent et Naoëlle au Trianon Palace. Chacun des candidats doit servir une entrée, un plat et un dessert à un gala rassemblant 100 bénévoles de la Croix-Rouge. Ils se font aider en cuisine par d'anciens candidats. Naoëlle choisit Yoni, Valentin, Quentin et Virginie. Florent choisit Joris, Jean-Philippe, Fabien et Julien.
A l'issue du dîner, les chefs font part de leurs votes et ce sont les plats de Naoëlle qui ont leur préférence. En fin d'émission est révélé le vote décisif des convives, et c'est Naoëlle qui est la gagnante de la saison 4,.

## Audiences
| Épisode | Jour et horaire de diffusion                              | Téléspectateurs | Parts de marché (sur les 4 ans et plus) | Référence |
| ------- | --------------------------------------------------------- | --------------- | --------------------------------------- | --------- |
| 1       | Lundi 4 février 2013 (20 h 50 - 00h05)                    | 3 630 000       | 18 %                                    | [ 82 ]    |
| 2       | Lundi 11 février 2013 (20 h 50 - 23 h 45)                 | 3 166 000       | 15,1 %                                  | [ 83 ]    |
| 3       | Lundi 18 février 2013 (20 h 50 - 23 h 40)                 | 3 603 000       | 16,7 %                                  | [ 84 ]    |
| 4       | Lundi 25 février 2013 (20 h 50 - 23 h 45)                 | 3 400 000       | 14,5 %                                  | [ 85 ]    |
| 5       | Lundi 4 mars 2013 (20 h 50 - 23 h 45)                     | 3 508 000       | 16 %                                    | [ 86 ]    |
| 6       | Lundi 11 mars 2013 (20 h 50 - 23 h 45)                    | 3 301 000       | 15,4 %                                  | [ 87 ]    |
| 7       | Lundi 18 mars 2013 (20 h 50 - 23 h 45)                    | 3 465 000       | 16,6 %                                  | [ 88 ]    |
| 8       | Lundi 25 mars 2013 (20 h 50 - 23 h 45)                    | 3 374 000       | 15,9 %                                  | [ 89 ]    |
| 9       | Lundi 1er avril 2013 (20 h 50 - 23 h 45)                  | 3 539 000       | 15,4 %                                  | [ 90 ]    |
| 10      | Lundi 8 avril 2013 (20 h 50 - 23 h 45)                    | 3 636 000       | 16,7 %                                  | [ 91 ]    |
| 11      | Lundi 15 avril 2013 (Quart de finale) (20 h 50 - 23 h 45) | 3 632 000       | 17,2 %                                  | [ 92 ]    |
| 12      | Lundi 22 avril 2013 (Demi-finale) (20 h 50 - 23 h 50)     | 3 752 000       | 17 %                                    | [ 93 ]    |
| 13      | Lundi 29 avril 2013 (Finale) (20 h 50 - 00 h 05)          | 4 297 000       | 20,3 %                                  | [ 94 ]    |

| Légende : Saison 4 |